# Хованов, Александр Алексеевич
Александр Алексеевич Хованов (род. 12 апреля 2000, Саратов) — российский хоккеист, нападающий жлобинского «Металлурга».

## Биография
Родился в Саратове, до 2013 года занимался в тольяттинской «Ладе». Выпускник хоккейной школы казанского «Ак Барса». Бронзовый призёр хоккейного турнира зимних юношеских Олимпийских игр 2016 года. В сезоне 2016/17 играл в команде МХЛ «Ирбис» Казань. В 2017 году на драфте CHL был выбран под вторым номером клубом QMJHL «Монктон Уайлдкэтс» и на следующий день, 29 июня, перешёл в канадский клуб. Из-за травмы пропустил домашний чемпионат мира среди юниорских команд 2018 года, где сборная России заняла 6 место. На драфте НХЛ 2018 года был выбран в 3-м раунде под общим 86-м номером клубом «Миннесота Уайлд». Не попал в заявку на молодёжный чемпионат мира 2019 года. 20 марта 2019 года подписал трёхлетний контракт с «Миннесотой». В августе перенес операцию по удалению доброкачественной опухоли на кости левой ноги.
Серебряный призёр молодёжного чемпионата мира 2020 года. Отмечалось, что Хованов оставил на турнире смешанное впечатление. Он стал вторым бомбардиром команды после партнера по звену Денисенко, но не набрал ни одного очка в финале. Запомнился техникой, напором и драйвом, но и неоправданными удалениями — в полуфинале получил 10-минутный штраф за удар в голову.
Занял второе место в списке бомбардиров и был включён в первую сборную всех звёзд сезона QMJHL 2019/20. Летом 2020 года в связи с задержкой сезона на фоне пандемии коронавируса «Миннесота» отпустила Хованова в Россию. 14 июля Хованов заключил однолетнее соглашение с «Ак Барсом». Дебютировал в КХЛ 6 сентября в домашнем матче со СКА (3:2 ОТ). Провёл за месяц семь матчей, в которых не набрал очков. Отмечалось, что Хованов слабо играл на точке, отдавал единоборства в углах, в решающих отрезках не справлялся со скоростями. К отрицательным качествам также относились слабое катание и проблемы с лишним весом. В дальнейшем выступал за клуб ВХЛ «Барс». В апреле 2021 года было объявлено о возвращении Хованова в «Миннесоту». Из-за проблем с получением визы он не смог принять участие в тренировочном лагере. По кондициям не подошёл команде AHL «Айова Уайлд» и был переведён в клуб ECHL «Айова Хартлендерс». По словам главного тренера «Айовы Уайлд» Тима Арми «он был в отвратительной форме. Так что причины неудач — в нем самом». Летом 2022 года «Миннесота» выставила Хованова на драфт отказов.
26 июля 2022 года было объявлено, что Хованов вернулся в систему «Ак Барса». Сыграв семь матчей в ВХЛ за «Барс», остаток сезона он провёл в альметьевском «Нефтянике».